# Maťovské Vojkovce
Maťovské Vojkovce és un poble i municipi d'Eslovàquia. Es troba a la regió de Košice, a l'est del país. El 2020 tenia 659 habitants.
La primera referència escrita de la vila data del 1302.

## Demografia
| Godina             | 1994 | 2004   | 2014   | 2024    |
| ------------------ | ---- | ------ | ------ | ------- |
| Nombre de persones | 547  | 590    | 603    | 702     |
| Diferència         |      | +7,86% | +2,20% | +16,41% |

| Godina             | 2023 | 2024   |
| ------------------ | ---- | ------ |
| Nombre de persones | 704  | 702    |
| Diferència         |      | −0,28% |